# Karl-Erivan Haub
Karl-Erivan Haub (nascido em 2 de março de 1960; desaparecido em 7 de abril de 2018) é um empresário bilionário alemão-americano e diretor administrativo e sócio do Tengelmann Group, que está desaparecido desde 7 de abril de 2018. 

## Vida e família
Karl-Erivan Haub nasceu em 2 de março de 1960 em Tacoma, Washington. Ele é o filho mais velho de Erivan Haub, ex-CEO do Grupo Tengelmann. De 1978 a 1983, estudou economia e ciências sociais na Universidade de St. Gallen, na Suíça. Ao mesmo tempo, ele foi estagiário no Tengelmann Group. 
Segundo a Forbes, sua família é uma das mais ricas do mundo. 

## Desaparecimento
Haub é um experiente esqui alpinista. Em 7 de abril de 2018, ele foi treinar para uma turnê de esqui em Zermatt, Suíça e não retornou, sendo reportado como desaparecido.  Alegadamente, ele pretendia participar do Patrouille des Glaciers, a maior corrida de esqui do mundo, que começa em Zermatt (respectivamente no vale a oeste, Arolla) e termina em Verbier. Ele participava desta corrida de 53 km há vários anos. 
Após seu desaparecimento, Tengelmann anunciou que seu irmão Christian W.E. Haub seria nomeado o único CEO do Grupo Tengelmann em 18 de abril de 2018. 
Uma semana depois que ele desapareceu, a busca foi cancelada e Haub agora é presumido morto. 
Em outubro de 2018, a busca foi interrompida devido à falta de perspectivas de sucesso. 

## Carreira
Haub trabalhou para a Nestlé e McKinsey & Company antes de se juntar àTengelmann novamente. Em 2000, Haub tornou-se CEO do Grupo Tengelmann. 